# María Grever
María Grever (Guanajuato, 14 septembre 1885 – New York, 15 décembre 1951) est la première compositrice mexicaine à atteindre une renommée internationale. Elle est surtout connue pour la chanson What a Diff'rence a Day Makes (originellement « Cuando vuelva a tu lado »), popularisée par Dinah Washington et reprise par de nombreux artistes. 

## Biographie
María Joaquina de la Portilla Torres naît d'un père espagnol (Francisco de la Portilla) et d'une mère mexicaine (Julia Torres) dans l'État du Guanajuato. Les six premières années de sa vie, elle vit à Mexico, puis avec son père, dans sa ville natale, à Séville, en 1888. Elle étudie la musique en France, notamment avec Claude Debussy et Franz Lenhard. En 1900, elle revient au Mexique et poursuit ses études musicales dans l'école de solfège de sa tante. En 1907, âgée de vingt-deux ans, elle épouse Leo A. Grever, un dirigeant d'une compagnie pétrolière américaine et en 1916, devient citoyenne Américaine. Elle s'installe à New York où elle vit le reste de sa vie.

### Carrière
María Grever a écrit plus de 800 chansons — la majorité d'entre elles sont des boléros qui ont atteint la popularité du public en Amérique latine, en Europe et aux États-unis. Elle a dit avoir possédé l'oreille absolue et écrivit la plupart de ses chansons dans une tonalité. Son premier morceau de musique, un chant de Noël, elle le compose, alors qu'elle a quatre ans et elle écrit sa première chanson à dix-huit ans, A Una Ola (« Une vague ») qui s'est vendue à trois millions d'exemplaires.
En 1920, elle travaille en tant que compositeur de musiques de film pour les studios de la Paramount Pictures et la 20th Century Fox. Elle rejoint l'ASCAP en 1935 et parmi ses principaux collaborateurs musicaux figurent Stanley Adams et Irving Caesar.

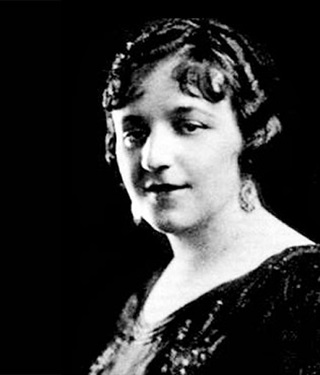
Portrait de María Grever

María Grever dit une fois : « j'ai dû quitter mon pays, et maintenant, à New York, je suis intéressée par le jazz et les rythmes modernes, mais surtout à la musique mexicaine, que j'ai hâte de présenter au peuple américain. J'ai peur qu'il ne sache rien d'elle. C'est de la musique qui vaut la peine d'être diffusée ; il y a une telle richesse culturelle dans la musique mexicaine (ses origines hispaniques et indigènes et comment ils se mélangent) où la mélodie et le rythme fusionnent. C'est mon souhait et mon désir de présenter les rythmes et les airs natifs (du Mexique) d'un point de vue réel, mais avec la flexibilité nécessaire pour attirer l'audience universelle. »
María Grever connaît son premier succès international avec Júrame (« Promesse, Amour »), une habanera-boléro, interprétée de façon magistrale par le ténor José Mojica. D'autres succès suivent, comme Volveré (« je reviendrai ») ; « Te quiero dijiste » (Magic Is the Moonlight), écrite pour le film d'Esther Williams, Le Bal des sirènes en 1944, ainsi que des « Cuando vuelva a tu lado » (Quand je reviens à tes côtés, enregistré par Néstor Cháyres) et Por si no te vuelvo a ver (« Si je ne te revois plus »). Parmi d'autres de ses chansons, notamment « Tipitipitin » (enregistré sous le titre de « Ti-Pi-Tin » par les Andrews Sisters), « Para Recordar Que », « Ya No Me Quieres », « Tu, Tu y Tu » (enregistré par le ténor mexicain Juan Arvizu en 1928), « Que Dirias de Mi », « Eso Es Mentíra », « Mi Secreto », « Dame Tu Amor », « Una Rosa, Un Beso », « No Niegues Que Me Quisiste », « Despedida », « Asi », « Chamaca Mía », « Todo Mi Ser » et « Alma Mia ».

### Décès et hommages
Grever meurt en 1951 à New York, après une longue maladie. À sa demande, ses restes sont transportés à Mexico. En 1953, la chanteuse et actrice argentine Libertad Lamarque dépeint Grever dans Cuando me vaya (« Quand je pars »), un biopic réalisé par Tito Davison. Trois ans plus tard, Lamarque sort un succès commercial des chansons les plus populaires de Grever, intitulé Libertad Lamarque canta canciones de Maria Grever.

## Succès posthume
En 1959, Dinah Washington enregistre Cuando vuelva a tu lado avec des paroles en anglais, What a Diff'rence a Day Makes. L'enregistrement remporte un Grammy Award en 1959 et en 1998, il est intronisé au Grammy Hall of Fame. Ses chansons sont reprises à l'échelle internationale par divers artistes.